# Casper Christoffer Hanell
Casper Christoffer Hanell, född 1746, död 22 november 1808, var en svensk lagman. Han var son till borgmästaren i Kalmar Caspar Abraham Hanell och Anna Elisabeth Jönsson, dotter till rådman Nils Jönsson i Malmö. Hans morbror var handelsmannen i Malmö, Haquin Bager. Med den senare delade han en poetisk ådra där han hade en mer djupstämmig nyanserad vers. Hans första utgivna skrift skedde 1764 "Om sättet att rätt sätta skiljomärken uti skrifvande".
Hanell blev vice auditör vid Artilleriet på 1760-talet, 1772 auditör vid Finska artilleriregementet och senare fältsekreterare i Finland. Benådades med Assessors värdighet 19 december 1782. Erhöll begärt avsked 8 augusti 1792. Han var utnämnd lagman i Gotlands lagsaga från 9 januari 1794 intill sin död 1808..